# Elkford
Elkford est une petite communauté, dans le sud-est de la Colombie-Britannique.

## Situation
Elle est située dans le majestueux Rocky Mountain gamme dans le district régional d'East Kootenay. Elkford est situé à 32 km au nord de la jonction à Sparwood, sur la route provinciale 43.
La ville et le quartier abrite de plusieurs kilomètres de chemins de randonnée, motoneige et de ski de randonnée.

## Communauté
Il y a deux écoles publiques Rocky Mountain Elkford école élémentaire et l'école secondaire combinée avec une population étudiante de 400 (janvier 2006). Le Elkford Aquatic Centre a une piscine, un spa et un sauna de taille concurrentielle.
Elkford est connu comme la communauté la plus haute en altitude.

## Économie
Une vaste majorité de la ville travaille à l'exploitation des mines de charbon dans les environs géré par Elk Valley Coal. Il y a environ 3 000 résidents de Elkford.

## Démographie
| 2001  | 2006  | 2011  | 2016  |
| ----- | ----- | ----- | ----- |
| 2 589 | 2 463 | 2 523 | 2 499 |